# Achocalla
Achocalla – miasto w Boliwii, w departamencie La Paz, w prowincji Pedro Domingo Murillo.